# Ted Smith
Pour les articles homonymes, voir John Smith, Smith et Ted Smith (homonymie).
John Edward Smith, plus communément appelé Ted Smith, est un footballeur et entraîneur anglais né le 3 septembre 1914 à Grays et mort le 18 janvier 1989 à Lisbonne. Il évoluait au poste de défenseur.

## Biographie

### En tant que joueur
Il passe 13 saisons au Millwall FC.
En 1989 une marque de basket fut créée à son nom la "Teddy Smith"

### En tant qu'entraîneur
Grand entraîneur de Benfica de 1948 à 1952, il parvient à renverser l'hégémonie du Sporting Portugal qui dominait le football portugais avant son arrivée.
Il y remporte notamment un championnat en 1950 et deux coupes du Portugal en 1949 et 1951. Il dirige le club vers son premier titre international en remportant la coupe Latine 1950 face aux Girondins de Bordeaux.

## Carrière

### En tant que joueur
- 1935-1948 :  Millwall FC

### En tant qu'entraîneur
- 1948-1952 :  Benfica Lisbonne
- 1971-1973 :  Atlético Portugal

## Palmarès

### En tant qu'entraîneur
Avec le Benfica Lisbonne :
- Champion du Portugal en 1950
- Vainqueur de la Coupe du Portugal en 1949 et 1951
- Vainqueur de la Coupe Latine en 1950